# Blephariceridae
I Blephariceridae Schiner, 1862, sono una famiglia di ditteri nematoceri associati ad ambienti acquatici montani a regime torrentizio o ad altri ecosistemi acquatici caratterizzati da acque scorrenti.

## Descrizione
Gli adulti sono di piccole o medio-piccole dimensioni, con corpo lungo 3-12 mm. Per l'aspetto del corpo, lo sviluppo delle ali e la lunghezza delle zampe possono essere scambiati per tipule, tuttavia differiscono da queste per diversi caratteri, fra i quali spiccano l'assenza della sutura dorsale conformata a V sul torace e la singolare morfologia degli occhi.
Il capo è libero, con antenne relativamente lunghe ma più brevi del resto del corpo. Gli occhi sono ben sviluppati e suddivisi in due aree, una inferiore, formata da ommatidi di normale sviluppo, una superiore formata da ommatidi grandi (macrommatidi). Gli ocelli sono tre. L'apparato boccale è di tipo succhiante; le femmine di alcune specie possiedono anche mandibole in grado di perforare il tegumento di altri insetti (pungente-succhiante).
Il torace è corto. Le zampe sono esili e allungate, con femori e tibie notevolmente lunghi. Le ali sono lunghe e tenute verticalmente in posizione di riposo, mostrano un lobo anale particolarmente sviluppato. La nervatura è ridotta per lo più alle vene longitudinali, poco ramificate. radio e ramo del radio (R1) decorrono parallelamente alla costa a cui sono molto accostate; il settore del radio si suddivide in due soli rami (R2+3 e R4+5). La media e la cubito si biforcano entrambe in due rami. Le nervature anali sono ridotte alla sola A1. Nel complesso, l'ala è caratterizzata da una concentrazione della venatura nella regione remigante anteriore. La regione remigante posteriore e quella anale mostrano una ricca rete secondaria di pieghettature che nell'insieme conferiscono all'ala un aspetto reticolato. Da questa caratteristica deriva il nome comune attribuito in inglese a questi insetti (netwinged midges, moscerini dalle ali reticolate)
L'addome è sottile e allungato, più largo nella porzione prossimale.
Le larve sono apode, eucefale ed apneustiche, di forma appiattita e con tegumento robusto nella parte dorsale. Il capo, il torace e il primo urite si fondono in un'unica struttura, detta cefalotorace, priva di metameria apparente. L'addome è costituito da 5 uriti apparenti: gli uriti dal 7º al 10º sono infatti fusi in un unico segmento addominale, il primo è invece fuso nel cefalotorace. Ogni urite apparente ha due espansioni latero-ventrali assimilabili a pseudopodi. La respirazione avviene per mezzo di strutture branchiali presenti alla base dei pseudopodi (tubuli) e nella regione anale (papille). L'apparato boccale è di tipo masticatore. Sulla faccia ventrale del cefalotorace e dell'addome si allineano, lungo l'asse longitudinale mediano, sei ventose di forma circolare, sfruttate dalla larva per aderire alle superfici rocciose sommerse, evitando di essere travolta dallo scorrimento impetuoso dell'acqua.
La pupa è di forma ovale, depressa in senso dorso-ventrale, immobile. È provvista di organi adesivi che ne permettono l'ancoraggio al substrato.

## Biologia
Lo sviluppo postembrionale è di tipo olometabolico, con 4 stadi di larva e uno di pupa. Le larve vivono sulla superficie liscia di rocce sommerse da torrenti, rapide, cascate. Aderiscono tenacemente al substrato per mezzo delle ventose e pascolano nutrendosi a spese del velo di alghe, diatomee e batteri che si sviluppa su queste superfici, raschiandolo dalle rocce per mezzo dell'apparato boccale.
L'impupamento avviene su specifici substrati, variabili secondo la specie, ma sempre rappresentati da rocce. La larva matura si sposta perciò dalle abituali pasture sul sito di impupamento. La pupa aderisce alla roccia per mezzo dei dischi adesivi. È stata riscontrata una particolare importanza dell'orientamento della pupa, rispetto alla direzione del flusso dell'acqua, in quanto i vortici creati permettono l'ossigenazione delle strutture respiratorie. La durata dell'impupamento varia secondo le specie e le condizioni termiche, ma si aggira sull'ordine delle 2-3 settimane.
Lo sfarfallamento ha luogo mediante una fenditura dorsale, provocata dalla spinta verso il basso che l'adulto, in fase farata, esercita con le zampe e le ali. Dopo la fuoriuscita, l'adulto emerge in superficie nell'arco di 3-5 minuti all'interno di una bolla d'aria.
Gli adulti vivono in prossimità dei corsi d'acqua, sulla vegetazione o sulle rocce circostanti. Solo poche specie si allontanano dai siti di sfarfallamento. Il regime alimentare, nella generalità della famiglia, è glicifago e la dieta è composta principalmente dal nettare dei fiori. Le femmine che sono provviste di mandibole perforanti sviluppate, si comportano prevalentemente come entomofaghe predando altri insetti, in genere dell'ordine dei Ditteri. La durata di vita dell'adulto non supera in genere le due settimane, ma i maschi hanno una vita più breve delle femmine. In ogni modo, molti aspetti dell'etologia degli adulti sono poco conosciuti.
Gli stadi preimmaginali sono tra i più importanti colonizzatori di questi ecosistemi acquatici. Le larve possono raggiungere anche densità di popolazione superiori ai 1000 individui per metro quadro quando le condizioni sono favorevoli. Sono preferite le acque pulite, fresche e ossigenate, condizioni che si verificano perciò in corsi d'acqua con correnti impetuose. Rifuggono invece dai corsi d'acqua inquinati o interessati da alterazioni idrogeologiche e sono perciò importanti indicatori della qualità delle acque: l'eutrofizzazione, oltre a ridurre la disponibilità dell'ossigeno, è causa dello sviluppo di una mucillagine, sui fondali rocciosi, che ostacola la funzionalità delle ventose; nel contempo, le più frequenti riduzioni del livello delle acque espongono le pupe all'azione dei predatori, incrementandone la mortalità.

## Distribuzione
La famiglia è cosmopolita ed è rappresentata in tutto il pianeta ad eccezione delle isole oceaniche del Pacifico e dell'Antartide. Il maggior numero di specie ricorre nella regione orientale e nella regione neotropicale. Un aspetto interessante è l'isolamento geografico dei singoli taxa che compongono la famiglia, da cui deriva una distribuzione specifica su areali circoscritti, sebbene i Blephariceridae abbiano una maggiore potenziale mobilità rispetto alle altre famiglie dei Blephariceromorpha con etologia analoga. Ne consegue una frequente ricorrenza, in questa famiglia, degli endemismi.

## Sistematica
La famiglia comprende circa 300 specie descritte, ripartite fra 28 generi. La classificazione, in passato, contemplava la suddivisione in più sottofamiglie, ma più recentemente è stata ridotta a due sole sottofamiglie.
- Sottofamiglia Blepharicerinae. Cosmopolita, la sottofamiglia è stata definita inglobandovi alcuni taxa che in passato erano inquadrati al rango di sottofamiglia. La suddivisione interna in tribù non è del tutto accertata a causa delle difficoltà di correlazione filogenetica fra i vari generi o gruppi di generi. Comprende i seguenti generi, ripartiti fra tribù:
  - Tribù Apistomyiini. Comprende circa 40 specie, in larga prevalenza diffuse nella regione australasiana e in quella orientale. Il genere Apistomyia è rappresentato anche nelle regioni mediterranee e in Giappone. Generi:
    - Apistomyia
    - Austrocurupira
    - Curupirina
    - Hammatorrhina
    - Horaia
    - Neocurupira
    - Nesocurupira
    - Nothohoraia
    - Parapistomya
    - Peritheates
    - Theischingeria.

  - Tribù Blepharicerini. Comprende circa 145 specie, a diffusione oloartica (Nordamerica, Europa, Asia). Generi: 
    - Agathon
    - Asioreas
    - Bibiocephala
    - Blepharicera
    - Diptopsis
    - Hapalothrix
    - Liponeura
    - Neohapalothrix
    - Philorus
    - Tianschanella

  - Tribù Paltosomatini. Comprende circa 80 specie, tutte diffuse nella regione neotropicale, ad eccezione del genere Elporia, presente in Sudafrica. Generi: 
    - Aposonalco
    - Elporia
    - Kelloggina
    - Limonicola
    - Paltosoma
- Sottofamiglia Edwardsininae. Rappresentata nel solo emisfero australe, è presente in Sudamerica, Australia e Madagascar. Comprende una sola tribù, con circa 40 specie ripartite fra due generi.
  - Tribù Edwardsinini. Generi: 
    - Edwardsina
    - Paulianina.

In Italia sono rappresentati i generi Apistomyia, Hapalothrix, Blepharicera e Diotopsis, ciascuno con una sola specie, e Liponeura, con nove specie. Gli endemismi a livello di specie sono sei, di cui il primo in Sardegna e gli altri nella penisola e in Sicilia:
- Diptosis sardous
- Liponeura bezzi
- Liponeura discophora
- Liponeura itala
- Liponeura limomi
- Liponeura paradecipiens